# Colina primigenia
La colina primigenia, en la cosmogonía egipcia, era la primera tierra, en forma de colina, que había emergido del océano primordial (oscuro caos acuoso anterior a la creación) donde reinaba el Nun ("Océano Primordial") y sobre la cual, el demiurgo o dios primigenio crearía el mundo.
Esta idea pudo surgir de la vida cotidiana de los egipcios, cuando veían que tras la retirada de las aguas de las tierras inundadas por el Nilo, lo primero que aparecía eran las colinas más altas, lugares en donde a los pocos días, resurgía la vida en todo su esplendor. Esto se producía todos los años, dando un carácter dinámico a la existencia del mundo en un ciclo que se repetía continuamente.
También es conocida la costumbre desde tiempos predinásticos, de enterrar a sus muertos en las arenas del desierto, en la tierra roja no fértil. Para ello excavaban en el suelo para colocar el cuerpo, y al taparlo, siempre quedaba un resto de arena sobrante, que formaba una pequeña colina.
Posteriormente se dieron cuenta de que aquellos cuerpos así enterrados, por el efecto secante de la arena caliente del desierto, se convertían en momias naturales que conservaban los rasgos del difunto. De esta forma pensaron que si se enterraban debajo de un montículo (colina), podían preservar sus cuerpos y renacer en el otro mundo.
De allí surgiría posteriormente las diferentes formas de enterramiento en forma de colina, llegando a las pirámides como su forma más evolucionada.
La colina primigenia, representada en el arte y en diversos textos, constituye por tanto, el símbolo de la creación que se renueva eternamente.
La colina primigenia da origen a dos conceptos egipcios:
- La piedra Benben, tallada con forma cuasi piramidal (más bien cono irregular) y que representa a esa colina primordial, símbolo del principio creador masculino y eje del mundo.
- La idea de cubrición de la tumba del faraón como un gran túmulo con el sarcófago situado bajo tierra.